# 千葉県道135号津田沼停車場前原線
千葉県道135号津田沼停車場前原線（ちばけんどう135ごう つだぬまていしゃじょうまえばらせん）は千葉県船橋市前原東のJR津田沼駅前を起点とし、千葉県道69号長沼船橋線との交点を経て、船橋市前原西の国道296号との交点である「津田沼駅入口」を終点とする一般県道である。

## 路線データ
- 起点：船橋市前原東、JR津田沼駅前（北口）
- 終点：船橋市前原西、「津田沼駅入口」交差点（国道296号交点）
- 総延長：*.* km（葛南土木事務所管内：*.* km）
- 重用延長：*.* km（葛南土木事務所管内：*.* km）
- 実延長：0.634 km（葛南土木事務所管内：0.634 km[1]）

## 地理

### 通過する自治体
- 千葉県
  - 船橋市

### 接続するおもな道路
- 国道296号（船橋市前原西、「津田沼駅入口」交差点、起点）
- 千葉県道69号長沼船橋線（船橋市前原西）

### 沿線
- 津田沼パスタビル
- 三井住友信託銀行津田沼支店
- 津田沼ビート
- 千葉興業銀行津田沼支店
- 千葉銀行津田沼駅前支店
- 新生銀行津田沼支店
- 津田沼郵便局
- 津田沼スクエアビル